# Louise Francisca van Savoye
Louise Francisca van Savoye (1485 — 17 september 1511) was de eerste echtgenote van Hendrik III van Nassau-Breda, graaf van Nassau, heer van Breda en de Lek, met wie zij trouwde op 3 augustus 1503.
Haar ouders waren Jacob van Savoye en Maria van Saint-Pol. Haar vader verbleef de laatste jaren van zijn leven in de Bourgondische Nederlanden; zijn landen in het hertogdom Savoie was hij immers kwijt gespeeld door zijn loyaliteit aan hertog Karel de Stoute van Bourgondië.
In 1502 reisden enkele notabelen uit Breda naar Diez om het huwelijk van Hendrik III te bespreken. Het huwelijk vond plaats in 1503 in Koblenz, gevolgd door een Blijde Intrede in Breda. Breda bekostigde in belangrijke mate de Blijde Intrede. Louise Francisca verbleef vaak alleen in Breda, wanneer Hendrik III op reis was. In januari 1506 kreeg ze het bericht dat haar man mogelijks verdronken was in Engeland. Ze stuurde een bode uit om haar man te zoeken (februari 1506) doch ze kreeg een tweede bericht, uit Engeland. Deze meldde dat haar man in leven was.
Hendrik III overleefde haar. Zij ligt begraven in de Grote Kerk van Breda, meer bepaald in de grafkelder onder Praalgraf van Engelbrecht I van Nassau.